# Anthrenoides albinoi
Anthrenoides albinoi är en biart som beskrevs av Urban 2005. Anthrenoides albinoi ingår i släktet Anthrenoides och familjen grävbin. Inga underarter finns listade i Catalogue of Life.